# Nyschnij Beresiw
Nyschnij Beresiw (ukrainisch Нижній Березів; russisch Нижний Березов Nischni Beresow, polnisch Berezów Niżny) ist ein Dorf in der ukrainischen Oblast Iwano-Frankiwsk mit etwa 1200 Einwohnern (2001).

## Geschichte
Das erstmals 1412 schriftlich erwähnte Dorf entstand aufgrund der hier vorkommenden Solequellen, die von den Bewohnern des Dorfes zur Salzgewinnung genutzt wurden.
Bis 1772 lag das Dorf in der Woiwodschaft Ruthenien der Adelsrepublik Polen-Litauen und kam dann bis 1918 zum österreichischen Kronland Galizien. Zwischen 1918 und 1939 gehörte das Dorf zur Zweiten Polnischen Republik und nach der Sowjetischen Besetzung Ostpolens lag der Ort zwischen September 1939 und Sommer 1941 in der Ukrainischen SSR innerhalb der Sowjetunion. Nach der deutschen Besetzung wurde Nyschnij Beresiw in den Distrikt Galizien eingegliedert und nach Rückeroberung durch die Rote Armee 1944 kam die Ortschaft erneut an die Ukrainischen SSR. Seit dem Zerfall der Sowjetunion 1991 gehört das Dorf zur unabhängigen Ukraine.

## Geografische Lage
Die Ortschaft liegt auf einer Höhe von 420 m bis 450 m im Tal der Ljutschka (Лючка), einem 42 km langen, linken Nebenfluss der Pistynka (Пістинька, Nebenfluss des Pruth), 24 km nordwestlich vom Rajonzentrum Kossiw und 73 km südlich vom Oblastzentrum Iwano-Frankiwsk.
Am 12. Juni 2020 wurde das Dorf ein Teil der neu gegründeten Siedlungsgemeinde Jabluniw im Rajon Kossiw, bis dahin bildete es die gleichnamige Landratsgemeinde Nyschnij Beresiw (Нижньоберезівська сільська рада/Nyschnjoberesiwska silska rada) im Nordwesten des Rajons.

## Söhne und Töchter der Ortschaft
- Seweryn Obst (1847–1917), polnischer Maler, Grafiker und Ethnograph
- Cyril Genik (1857–1925), Agent der ukrainisch-kanadischen Einwanderungsbehörde
- Iwan Malkowytsch (* 1961), Dichter und Verleger